# رستم و شغاد
رستم و شَغاد داستانی پهلوانی–تراژیک دارای ۲۱۲ بیت در شاهنامه است. فرجام کار رستم دستان و اسبش رخش در این داستان می‌باشد.

## داستان
زال را کنیزی زیبا و نوازنده بود. از او پسری زیبا زاده شد که پدر او را شغاد نام نهاد. اختربینان طالع او را شوم پیش‌گویی کردند و زال را گفتند که چون به مردی رسد تخمه سام به دست او تباه خواهد شد. زال از بازی سرنوشت به خدا پناه برد و چون شغاد دلارام و گوینده شد، او را نزد شاه کابل فرستاد. شاه کابل دختر خود را به شغاد داد و امید داشت که رستم به احترام این پیوند دیگر از او خراج نستاند. اما کسان رستم به هنگام باج، خراج معمول را از او گرفتند. شغاد این عمل را بی‌شرمی خواند و با شاه کابل در برانداختن برادر همداستان شد. شاه کابل دسیسه‌ای چید و در جشنی شغاد را سخنانی سرد گفت. شغاد به‌خواری به زابلستان رفت و از شاه کابل نالید. رستم به کین‌خواهی برادر آهنگ کابل کرد اما شاه کابل به‌نیرنگ از در پوزش درآمد و به پیشواز رستم رفت و او را به جشن و سور خواند و به شکارگاهی کشانید که از پیش به دستور شغاد، چند چاه به اندازهٔ رستم و رخش در آن کنده و به نیزه و تیغ انباشته و سرشان را به خاشاک و خاک پوشانده بودند. رستم و رخش به چاه افتادند و از زخم تیغ و نیزه جان سپردند. رستم که پیش از مردن به این دسیسه و نقش شغاد در آن پی برده بود، پس از سرزنش‌ها از او خواست که کمانش را زه کند و با دو تیر نزدش گذارد تا اگر شیری به سویش آمد بر زندهٔ او دست نیابد. شغاد چنین کرد اما چون از رستم بیمناک بود، خود را در پس چناری کهن که بر سر چاه بود پنهان ساخت. رستم شغاد و درخت را با تیری به یکدیگر دوخت و خدا را سپاس کرد که او را چندان زور داد که پیش از مرگ انتقام خود را از بدخواه خویش بگیرد.

## در دیگر آثار
- «خوان هشتم» در در حیاط کوچک پاییز در زندان اثر مهدی اخوان ثالث